# 줄리오 아그리콜라역
줄리오 아그리콜라 역(이탈리아어: Giulio Agricola)은 로마 지하철 A선의 역 중 하나이다.

## 시설
줄리오 아그리콜라 역에는 다음과 같은 시설이 있다.
- 매표소
- 역 감시카메라 (CCTV)